# Provincia de Terni
Terni (en italiano: Provincia di Terni) es una provincia de la región de Umbría, en Italia. Su capital y ciudad más poblada es Terni.
Tiene un área de 2122 km², y una población total de 219.783 hab. (2001). Hay 33 comuni (municipios) en la provincia (fuente: ISTAT, véase este enlace).
Los municipios principales por población son:
| Municipio       | Población |
| --------------- | --------- |
| Terni           | 109.357   |
| Orvieto         | 20.870    |
| Narni           | 20.250    |
| Amelia          | 11.658    |
| Montecastrilli  | 4.905     |
| Acquasparta     | 4.886     |
| Stroncone       | 4.712     |
| San Gemini      | 4.604     |
| Castel Viscardo | 3.083     |